# Corchorus obclavatus
Corchorus obclavatus är en malvaväxtart som beskrevs av David A. Halford. Corchorus obclavatus ingår i släktet Corchorus och familjen malvaväxter. Inga underarter finns listade i Catalogue of Life.